# Episodi di Nikita (serie televisiva 1997) (quarta stagione)
Questa voce contiene riassunti, dettagli e crediti dei registi e degli sceneggiatori della quarta stagione della serie TV Nikita. Inizialmente trasmessa con il titolo Nikita su CTV per il Canada ed in seguito con il titolo La Femme Nikita su USA Network per L'America dal gennaio 1997 a marzo 2001. 
In Italia è stata trasmessa in prima visione dal 23 giugno 1999 al 13 settembre 2002 sul canale Rai 2. Questa quarta stagione dal 3 dicembre 2001 al 18 luglio 2002 è stata programmata con la messa in onda del solo primo episodio a dicembre 2001 per poi riprendere la programmazione dal 4 aprile 2002 con episodi per ogni appuntamento settimanale variabili ed in fascia oraria variabile da seconda e terza serata.
| nº | Titolo originale              | Titolo italiano                      | Prima TV USA     | Prima TV Italia |
| -- | ----------------------------- | ------------------------------------ | ---------------- | --------------- |
| 1  | Getting Out of Reverse        | Ti salverò dall'oblio                | 9 gennaio 2000   | 3 dicembre 2001 |
| 2  | There Are No Missions         | Non ci sono più missioni             | 9 gennaio 2000   | 4 aprile 2002   |
| 3  | View of the Garden            | Il giardino di Adriana               | 16 gennaio 2000  | 11 aprile 2002  |
| 4  | Into the Looking Glass        | Dentro lo specchio                   | 23 gennaio 2000  | 18 aprile 2002  |
| 5  | Man in the Middle             | Un uomo di troppo                    | 20 febbraio 2000 | 25 aprile 2002  |
| 6  | Love, Honor and Cherish       | Matrimonio d'onore                   | 27 febbraio 2000 | 2 maggio 2002   |
| 7  | Sympathy for the Devil        | Patto con il diavolo                 | 5 marzo 2000     | 6 maggio 2002   |
| 8  | No One Lives Forever          | Nessuno vive per sempre              | 12 marzo 2000    | 9 maggio 2002   |
| 9  | Down a Crooked Path           | Un sentiero accidentato              | 19 aprile 2000   | 13 maggio 2002  |
| 10 | He Came From Four             | Sezione quattro                      | 2 aprile 2000    | 16 maggio 2002  |
| 11 | Time To Be Heroes             | Il tempo degli eroi                  | 16 aprile 2000   | 21 maggio 2002  |
| 12 | Hell Hath No Fury             | L'inferno non conosce furia          | 23 aprile 2000   | 23 maggio 2002  |
| 13 | Kiss The Past Goodbye         | Un bacio di addio al passato         | 25 giugno 2000   | 27 maggio 2002  |
| 14 | Line in the Sand              | Linea nella sabbia                   | 2 luglio 2000    | 28 maggio 2002  |
| 15 | Abort, Fail, Retry, Terminate | Annulla, Riprova, Tralascia, Elimina | 16 luglio 2000   | 30 maggio 2002  |
| 16 | Catch a Falling Star          | Una stella cadente                   | 23 luglio 2000   | 6 giugno 2002   |
| 17 | Sleeping with the Enemy       | A letto con il nemico                | 30 luglio 2000   | 13 giugno 2002  |
| 18 | Toys in the Basement          | Il giocattolo di Henry               | 6 agosto 2000    | 20 giugno 2002  |
| 19 | Time Out of Mind              | Time out mentale                     | 13 agosto 2000   | 27 giugno 2002  |
| 20 | Face in the Mirror            | Un volto allo specchio               | 20 agosto 2000   | 4 luglio 2002   |
| 21 | Up the Rabbit Hole            | Alla luce del sole                   | 27 agosto 2000   | 11 luglio 2002  |
| 22 | Four Light Years Farther      | Quattro anni luce dopo               | 27 agosto 2000   | 18 luglio 2002  |

## Ti salverò dall'oblio
- Titolo originale: Getting Out of Reverse
- Diretto da: Jon Cassar
- Scritto da: Michael Loceff

### Trama
Nikita continua a mostrare evidenti segni della riprogrammazione soprattutto durante una missione in cui rischiano di morire tanti bimbi innocenti. Michael è determinato a “curare” Nikita e prende contatti con Ross Gelman, l'inventore di questo progetto che è stato usato sulla ragazza. Operations è abbastanza orgoglioso di questa nuova Nikita, Madeleine invece si dichiara preoccupata, conosce la capacità di fingere di Nikita e soprattutto la caparbietà di Michael. Operations decide quindi di usare misure estreme...

## Non ci sono più missioni
- Titolo originale: There Are No Missions
- Diretto da: Rene Bonniere
- Scritto da: Michael Loceff

### Trama
Dopo che Michael si salva dall'eliminazione, Operations decide di congelare tutte le missioni e concentrarsi sulla cancellazione di Michael per impedire che “recuperi” Nikita. Michael riesce ad infiltrarsi nella Sezione e scopre che il primo soggetto su cui è stato testato il processo Gellman è ancora vivo; si tratta di Adriana, la fondatrice della Sezione che ha fallito l'attacco contro Operations qualche anno prima. Michael preleva Adriana, ma si accorge che l'aiuto della donna sarà molto limitato a causa delle cattive condizioni in cui si trova la sua mente.

## Il giardino di Adriana
- Titolo originale: Wiew of the Garden
- Diretto da: Jon Cassar
- Scritto da: Robert Cochran

### Trama
Michael si accorge che la mente di Adriana non è completamente offuscata, come lei voleva far credere e quindi la obbliga ad aiutarlo. In cambio lei chiede protezione per George avendo saputo che Madeleine ed Operations stanno tramando per ucciderlo. Michael salva la vita a George e Adriana rivela all'uomo tutti i mezzi possibili per aiutare Nikita.

## Dentro lo specchio
- Titolo originale: Into the Looking Glass
- Diretto da: Rene Bonniere
- Scritto da: Peter M. Lenkov

### Trama
Michael rapisce Nikita con l'aiuto di Walter e Birkoff e prova ad invertire il processo Gellman. Faticosamente la cura riesce e i due amanti si ritrovano con la consapevolezza di dover rientrare in Sezione. Quando ritornano Nikita racconta a Madeleine tutto quello che è successo fingendo di aver retto il gioco di Michael; in realtà temendo che Madeleine scoprisse la verità ha preferito dirgliela in modo da conquistare la sua fiducia.

## Un uomo di troppo
- Titolo originale: Man in the Middle
- Diretto da: Ted Hanlan
- Scritto da: Lawrence Hertzog

### Trama
Il nuovo obiettivo della Sezione è il figlio di un noto industriale Helmut Volker che smista droga durante le sue feste e distribuisce armi a Cellula Rossa. Madeleine capisce che Michael ha curato Nikita ed Operations usa questa missione per allontanarli di nuovo. Volker infatti si è innamorato di Nikita e vorrebbe sposarla per ereditare i beni del padre così Operations le ordina di accettare la proposta. A Michael non rimane altro da fare che restare a guardare mentre la sua donna sposa un altro uomo.

## Matrimonio d'onore
- Titolo originale: Love, Honor and Cherish
- Diretto da: Terry Ingram
- Scritto da: Lawrence Hertzog

### Trama
Nikita continua la sua missione come “moglie” di Helmut Volker, ma non sa che l'uomo non è colui che sembra. Non è l'unica ad avere segreti, anche Helmut finge di essere un'altra persona e Nikita scopre casualmente una sera che lavora per l'lnterpol … è un agente segreto proprio come lei.

## Patto con il diavolo
- Titolo originale: Sympathy for the Devil
- Diretto da: Brad Turner
- Scritto da: Lawrence Hertzog

### Trama
Operations chiede per la prima volta a Michael e Nikita un “favore”. Devono proteggere un uomo di nome Willie Caine, un veterano della guerra del Vietnam che Operations segue in incognito da diversi anni. Operations si sente in debito con lui perché quando erano in Vietnam non sarebbe sopravvissuto senza l'aiuto di Willie ed ora sente di doverlo aiutare visto che viene minacciato da Carlo Bonaventura, un mafioso locale. Intanto Birkoff frugando tra alcuni file nascosti scopre di avere un fratello gemello e soprattutto che Walter ne era al corrente.

## Nessuno vive per sempre
- Titolo originale: No One Lives Forever
- Diretto da: Brad Turner
- Scritto da: Peter M. Lenkov

### Trama
Nikita riceve un'incredibile sorpresa: è stata inserita in un progetto sperimentale che prevede la sua liberazione dalla Sezione. Madeleine ed Operations le spiegano che avrà finalmente la sua libertà e la vita normale che ha sempre desiderato, ma per nessun motivo dovrà tornare o contattare nessuno della Sezione. Nikita è scettica ma dopo 6 settimane inizia a convincersi che il suo sogno è ora realtà, almeno fino all'arrivo di George che le propone un patto. La lascerà per sempre libera, purché torni temporaneamente alla Sezione per uccidere Operations.

## Un sentiero accidentato
- Titolo originale: Down a Crooked Path
- Diretto da: Terry Ingram
- Scritto da: Peter M. Lenkov

### Trama
Un brutto virus entra in Sezione e colpisce tutti gli operativi. George ordina di inviare una squadra di pulizia per il trattamento dei membri della Sezione. Operations sospetta che George abbia altri progetti.
Soprattutto quando si accorge che le persone sottoposte al trattamento, prima Walter, poi Nikita diventano dei vegetali. Riusciranno Michael e Birkoff a fermare il team di George prima che tutti gli operativi vengano annullati?

## Sezione quattro
- Titolo originale: He came from Four
- Diretto da: Rene Bonniere
- Scritto da: Ed Horowitz

### Trama
Il clone di commando, un apparecchio sofisticato in grado di comandare la Sezione in assenza di Operations, viene rubato da Cellula Rossa e venduto ad un gruppo terroristico. George convince Operations a lavorare insieme alla Sezione Quattro per recuperare il command clone. La Sezione Quattro che è specializzata in abilità extrasensoriali invia alla Sezione Uno il proprio esperto, Jerome un bambino di 12 anni. Egli è molto abile a manovrare i suoi poteri e comincia a diventare pericoloso quando usa il suo potere contro Operations e Madeleine. Ma Nikita riuscirà a mantenerlo sotto controllo prima che egli distrugga la Sezione.

## Il tempo degli eroi
- Titolo originale: Time To Be Heroes
- Diretto da: Jerry Cicoretti
- Scritto da: Peter M. Lenkov

### Trama
Operations affida a Michael e Nikita un'interessante missione: devono addestrare nel minor tempo possibile una squadra di 5 reclute. Quando Operations obbliga il nuovo team ad andare in missione contro Cristal Sky, Michael e Nikita non credono che la missione avrà successo perché la squadra non è ancora pronta. Operations insiste e il fallimento è inevitabile; Michael e Nikita vengono rapiti e toccherà ora al nuovo team cercare di salvarli, ma saranno in grado di farlo?

## L'inferno non conosce furia
- Titolo originale: Hell Hath No Fury
- Diretto da: Rene Bonniere
- Scritto da: Lawrence Hertzog

### Trama
La Sezione Uno cattura un gruppo di attivisti di Cellula Rossa e scopre che tra loro si nasconde proprio il capo della strategia, Leon. Madeleine tratta Leon non come un prigioniero qualsiasi, ma come un ospite facendo preoccupare Operations. Ne ha ben ragione per esserlo quando si accorge che Madeleine tenta di fuggire dalla Sezione con Leon uccidendo chiunque le impedisca di farlo.

## Un bacio di addio al passato
- Titolo originale: Kiss the Past Goodbye
- Diretto da: Brad Turner
- Scritto da: Frederick Rappaport

### Trama
Michael non ha mai smesso di seguire in incognito le tracce di Elena e Adam e scopre che è entrato un uomo nella loro vita. È un operativo di nome Robert Corliss che Operations ha inviato per catturare lo zio di Elena, Stephan Vacek che è subentrato negli affari del padre della ragazza. Riuscirà Michael a proteggere la sua famiglia senza esporsi troppo?

## Linea nella sabbia
- Titolo originale: Line in the Sand
- Diretto da: Joel Surnow
- Scritto da: Peter M. Lenkov

### Trama
Birkoff sembra molto sicuro di aver localizzato il rifugio del capo di Cellula Rossa detto “Il cardinale” che ha eluso la cattura per 15 anni. Il suo assistente, Hillinger, è convinto però che Birkoff stia sbagliando e convince George che la Sezione Uno sta andando incontro ad una trappola. George si muove ufficialmente contro la Sezione Uno e contro Operations, ma sono davvero loro quelli che sbagliano?

## Annulla, Riprova, Tralascia, Elimina
- Titolo originale: Abort, Fail, Retry, Terminate
- Diretto da: Brad Turner
- Scritto da: Peter M. Lenkov

### Trama
Birkoff ha creato un programma di intelligenza artificiale (A.I.) che serve a rimpiazzarlo qualora si rendesse necessario. Ma il programma ad un certo punto inizia ad agire autonomamente e considera tutti dei nemici a parte Nikita, visto che Birkoff ha un debole per lei. Il programma inizia un lento lavoro di distruzione per uccidere tutti gli operativi così Birkoff e Nikita potranno scappare insieme dalla Sezione. Riuscirà Birkoff a fermare l'insano programma dell'intelligenza artificiale?

## Una stella cadente
- Titolo originale: Catch a Falling Star
- Diretto da: Joseph L. Scanlan
- Scritto da: Lawrence Hertzog

### Trama
Un importante satellite del Centro, Comstat Alpha precipita in un piccolo paese del Kentucky chiamato Dingman's Hollow. Michael e Nikita vengono prontamente inviati, vista l'importanza dei dati contenuti nel satellite. Ma arrivati sul posto si accorgono che succedono strane cose in quel posto … gli viene riferito che si tratta della "Sleeper Base", base dei dormienti segreta di Black Storm, un gruppo terrorista. Intanto Jason Crawford, il fratello gemello di Birkoff si trova in vacanza ad Aruba con la sua fidanzata Naomi, ma la Sezione li aspetta …

## A letto con il nemico
- Titolo originale: Sleeping with the Enemy
- Diretto da: Jon Cassar
- Scritto da: Erica Byrne

### Trama
La Sezione e le sottostazioni connesse subiscono un attentato che ne provoca l'autodistruzione. Operations ordina l'evacuazione, ma Kate Quinn rimane al suo posto, convinta di poter fermare il conto alla rovescia. Quando apprendono che anche Cellula Rossa subisce lo stesso attentato, operations decide di fare un patto con il nemico, si scambieranno informazione per individuarne il responsabile. Per essere sicuri che nessuno farà il doppio gioco si scambiano due operativi chiave, Madeleine viene portata al quartier generale dei terroristi e Satin Tate, ex agente della CIA entra nella Sezione.

## Il giocattolo di Henry
- Titolo originale: Toys in the Basement
- Diretto da: Rene Bonniere
- Scritto da: Lawrence Hertzog

### Trama
Nikita viene ferita durante una missione e dopo 6 ore di silenzio Operations decide di ufficializzare che è morta in missione. Nikita intanto viene aiutata da un ragazzo, Henry Collins che la porta in casa sua e la accudisce come un animale ferito. Michael non è d'accordo con la versione ufficiale e decide di trovarla per conto suo.

## Time out mentale
- Titolo originale: Time out of Mind
- Diretto da: Brad Turner
- Scritto da: David Ehrman

### Trama
Questa volta la missione è piuttosto delicata perché Nikita viene ricoverata in un ospedale psichiatrico di Zurigo con lo scopo di avvicinare David French, figlio del capo di Crystal French. Nikita viene drogata e sottoposta ad elettroshock con forti ripercussioni sull'esito della missione. La ragazza infatti comincia a non ricordare più il motivo per cui è lì. Madeleine e Michael provano a tenerla sotto controllo parlandole nell'auricolare, ma una volta finita la missione Nikita continuerà ad avere allucinazioni.

## Un volto allo specchio
- Titolo originale: Face in the Mirror
- Diretto da: Rene Bonniere
- Scritto da: Peter M. Lenkov e Lawrence Hertzog

### Trama
Quando Nikita fallisce il tentativo per uccidere Grenet, un operativo di Cellula Rossa, Michael si reca da lei per avere delle risposte. Ma la sua preoccupazione viene confermata quando Nikita mette della droga nel suo vino e consegna Michael a Cellula Rossa. Grenet in cambio gli fornisce l'accesso corneale con il quale lei cancellerà i suoi files dal database della Sezione e riuscirà a scappare senza essere trovata.

## Alla luce del sole
- Titolo originale: Up the Rabbit Hole
- Diretto da: Terry Ingram
- Scritto da: Peter M. Lenkov e Lawrence Hertzog

### Trama
Michael riesce a fuggire dal nascondiglio di Cellula Rossa e la Sezione gli affida l'incarico di recuperare Nikita ed ucciderla. Le ricerche sembrano senza speranze finché Michael riesce ad intuire dove si trova la ragazza. Viene autorizzata una missione per il suo recupero, ma gli operativi rimangono scioccati quando si accorgono che Michael e Quinn fuggono misteriosamente. 

## Quattro anni luce dopo
- Titolo originale: Four Light Years Farther
- Diretto da: Joseph L. Scanlan
- Scritto da: Michael Loceff

### Trama
Michael e Nikita si spostano continuamente per non essere trovati. Ma la Sezione Uno non demorde e concentra tutte le risorse per recuperare i due operativi. Operations e Madeleine riescono nell'intento di catturarli e riportarli dentro, ma hanno deciso che trattandosi di operativi di un certo valore, soltanto uno dei due morirà. Mr Jones, intanto, il misterioso capo del Centro decide di fare visita alla Sezione destando non poca preoccupazione … infatti egli rivela che Nikita lavora sotto copertura da 3 anni per lui al Centro. In seguito ai numerosi fallimenti della Sezione viene autorizzata una valutazione completa del personale curata proprio da Nikita...